# Boasaxius princeps

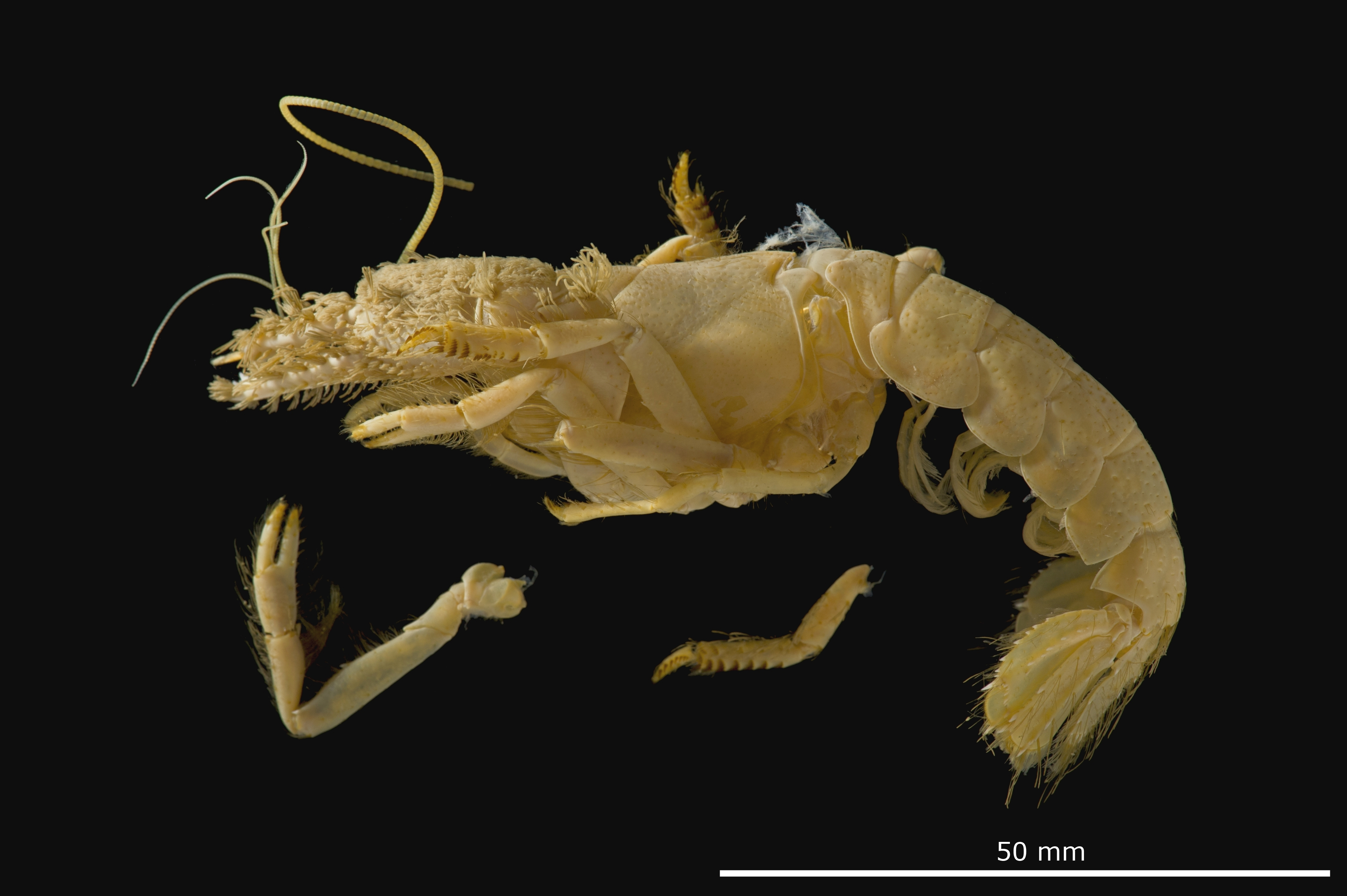
Голотип, вид сбоку

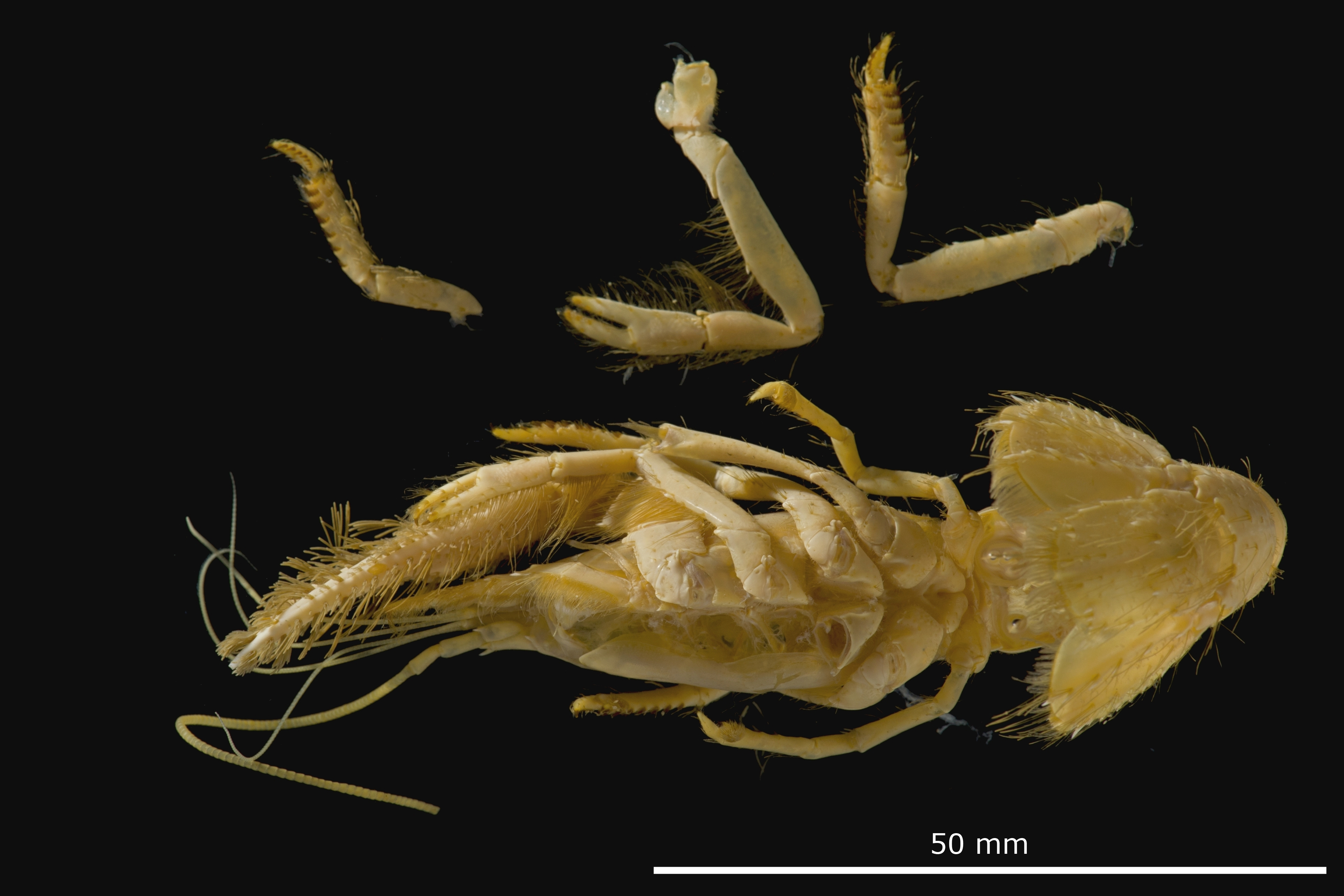
Голотип, вид снизу

Boasaxius princeps (лат.) — вид десятиногих ракообразных семейства Axiidea. Единственный вид рода Boasaxius.

## Внешний вид и строение
Длина до 20 см. Членики тела сильные склеротизованные, покрыты пучками перистых щетинок. Рострум хорошо развит, доходят до дистального края второго членика антеннуляров, треугольный и загнутый вперед, с дорсальным гладким срединным килем и по 2-3 зубца на каждом из латеральных краев, простирающихся на желудочный отдел. Желудочный отдел имеет глубокую перевернутую U-образную форму, окруженную гладкими латеральными килями, идущими назад до околошейной борозды. Срединный и дорсальный кили слабо выражены, состоят из округлых зубчиков, доходящих почти до шейной борозды. Базальный членик усиков с острыми дистодорсальными и более мелкими дистовентральными зубцами, скафоцерит роговидный. Третий максиллипед с меральным сегментом, вооруженным по латеральному краю тремя роговидными зубцами. Тельсон примерно в 1,5 раза длиннее ширины, проксимальная лопасть с шипом, за которым по латеральному краю следуют 1-2 шипа, с несколькими толстыми шипами по латеральному краю, с острой вершиной, дорсальная поверхность с гребнями и несколькими шипами. Первые ходильные ноги (клешни) неравные, густо покрыты перистыми щетинками; дистальные сегменты покрыты многочисленными зубчиками, особенно у крупных особей. Ладонь большой клешни с сильным дистодорсальным зубцом, ладонь малой клешни с 4-5 сильными изогнутыми зубцами по дорсальному краю, вентральный край у обоих клешней невооружен, пальцы безоружные по дорсальному краю, более толстые у большой клешни, с толстыми закругленными зубами у большой клешни и острыми треугольными зубцами у малой, особенно по режущему краю фиксированного пальца. Вторая пара ходильных ног с небольшими клешнями, пальцы длиной примерно с ладонь. Третья пара ходильных ног с прямоугольным проподусом, вооруженным поперечными рядами шипов на вентролатеральной поверхности, дактилус весловидный, с рядом шипов на боковой поверхности. Первый плеопод у самца одноветвистый, несегментированный, выемчатый, оканчивающийся узким дистальным выступом; второй плеопод у двуветвистого самца, эндопод с внутренним и мужским отростками. Уроподальный эндопод с отчетливыми шипами по бокам, несущим срединный киль с шипами сверху. Уроподальный экзопод вооружен острыми зубцами по бокам и четко выраженными, подвижным шипом под задне-латеральным углом, несущим поперечный шов с шипиками (или шиповидными щетинками) и дистальный лоскут с отчетливым шипом; со срединным килем и шипами на дорсальной поверхности. Окраска меняется в течение жизни. Мелкие неполовозрелые животные обычно красноватые или фиолетовые, с беловатыми брюшной частью тела и придатками, иногда с широкой дорсальной светлой полосой вдоль панциря и брюшка. Крупные взрослые животные в целом равномерно красного цвета. Орбиты глаз белые. Антенны красные или фиолетовые. Дистальные сегменты клешней белые, с белыми зубцами и кончиками пальцев. Щетинки на теле и особенно на клешнях серые или песочно-серые.

## Места обитания
Обитают в глубоких норах, вырытых в песчаных, каменистых, гравийных или ракушечниковых субстратах, под большими камнями или у подножия валунов или скал; редко наблюдается на илистом дне. Обычно их норы можно узнать по длинным сине-красным антеннам и торчащим из норы клешням; в ночное время его можно встретить ползающим по дну.

## Распространение
Японское море: Россия: залив Петра Великого от залива Восток до залива Посьет, 5-30 м, возможно глубже (Виноградов, 1950; Marin, 2015); Япония: Хоккайдо: у Ёити (Sakai, de Saint Laurent, 1989 г.), Хонсу: полуостров Ога (Miyake, 1982 г.); префектура Ниигата, остров Садо (Honma, Kitami, 1995); Южная Корея: Уллындо и Токто (Kim и др., 1993; Hong и др., 2006). Тихий океан: Япония, Хонсу: Окирай, город Офунато, префектура Иватэ (Sakai, 2011 г.), залив Сагами (Sakai, de Saint Laurent, 1989 г.).